# Viceministerio de Seguridad Pública del Perú
El Viceministerio de Seguridad Pública del Perú es un Despacho Viceministerial dependiente del Ministerio del Interior. Fue creado en 2016, en reemplazo del viceministerio de Gestión Institucional. Se encarga de dirigir las políticas públicas en materias de seguridad en todos los niveles de Gobierno.

## Funciones
- Proponer, coordinar y evaluar las políticas de seguridad ciudadana y seguridad democrática
- Implementar, ejecutar y asegurar la operatividad de las políticas, planes, programas y proyectos en materia de seguridad ciudadana
- Evaluar el cumplimiento de las políticas y planes nacionales de seguridad ciudadana por las entidades competentes de los tres niveles de Gobierno, contribuyendo a asegurar el orden interno, la convivencia pacífica, la prevención de delitos y faltas, en coordinación con la Policía Nacional del Perú y la sociedad civil organizada
- Proponer, conducir y supervisar los lineamientos de políticas sectoriales en materia de derechos fundamentales y relaciones comunitarias
- Coordinar y ejecutar las acciones en materia de promoción y protección de los derechos de las personas, bajo los enfoques de derechos humanos, género e interculturalidad, dentro del ámbito de su competencia
- Dirigir, coordinar y evaluar la gestión de información de seguridad ciudadana y seguridad democrática, así como administrar los canales de atención y denuncia d los ciudadanos
- Supervisar y evaluar la implementación de políticas y/o acciones en materia de los servicios de seguridad privada, armas, municiones, explosivos y productos pirotécnicos de uso vivil
- Supervisar y evaluar la implementación de políticas y/o acciones en materia de control migratorio y políticas en materia migratoria interna; así como, la política de seguridad interna y fronteriza
- Supervisar y evaluar la implementación de políticas y/o acciones en materia de prevención, control y extinción de incendios
- Las demás funciones que le corresponda de acuerdo a las disposiciones legales vigentes

## Estructura
- Dirección General de Inteligencia
- Dirección General Contra el Crimen Organizado
- Dirección General de Orden Público
- Dirección General de Gobierno Interior

## Lista de viceministros

### Viceministros de Gestión Institucional
- Samuel Torres Benavides (2009-2010)[2]
- José Leopoldo Verona Baluarte (2010)[3]
- Edelmira del Carmen Barrantes Pérez (2010)
- María Elena Sánchez Zambrano (2012)[4]
- Roberto Carlos Reynoso Peñaherrera (2012-2014)
- Leoncio Delgado Uribe (2014-2016)
- Ricardo Valdés Cavassa (2016-2017)

### Viceministros de Seguridad Pública
- Ricardo Valdés Cavassa (2017)
- Nataly Ponce Chauca (2018)
- Víctor Rucoba Tello (2019-2020)[5]
- Marlon Raúl Savitzky Mendoza (2020)
- Julio Corcuera Portugal (2020)[6]